# Teistin (2001)
Die Teistin ist eine Personen- und Autofähre der Strandfaraskip Landsins auf den Färöern.

## Geschichte
Das Schiff wurde unter der Baunummer 55 auf der Werft Skála Skipasmiðja in Skála gebaut. Die Kiellegung fand im September 1999, der Stapellauf am 9. Mai 2000 statt. Die Fertigstellung erfolgte am 29. März 2001.

## Routen und Fahrzeiten
Das Schiff wurde bis zur Eröffnung des Sandoyartunnilin im Dezember 2023 auf der Route 60 zwischen Skopun auf Sandoy und Gamlarætt auf Streymoy und der Route 61 zwischen Gamlarætt und Hestur eingesetzt. Die Hauptstrecke der Fähre war die Route 60 Skopun und Gamlarætt. Die Überfahrt dauerte 30 Minuten. Am Montag, Mittwoch, Freitag und Sonntag verkehrt die Teistin dreimal täglich und am Dienstag, Donnerstag und Samstag zweimal täglich zwischen Gamlarætt und Hestur. Die Überfahrt dauert 20 Minuten. Bis April 2024 sollte das Schiff noch für die Verbindung nach Hestur eingesetzt werden und danach durch die Erla Kongsdóttir, ein wesentlich kleineres Schiff mit einer Ladekapazität von nur 3 PKWs, abgelöst werden. Das wird von den Einwohnern Hesturs als „Rückschritt in die Zeit von vor 30 Jahren“ kritisiert. Tatsächlich verkehrt dort seit 2024 die Ternan, die ähnlich groß wie die Teistin, aber deutlich älter ist.
Seit 2024 wird das Schiff auf der Route 90 zwischen Tórshavn und Nólsoy eingesetzt, die Überfahrt dauert 30 Minuten.

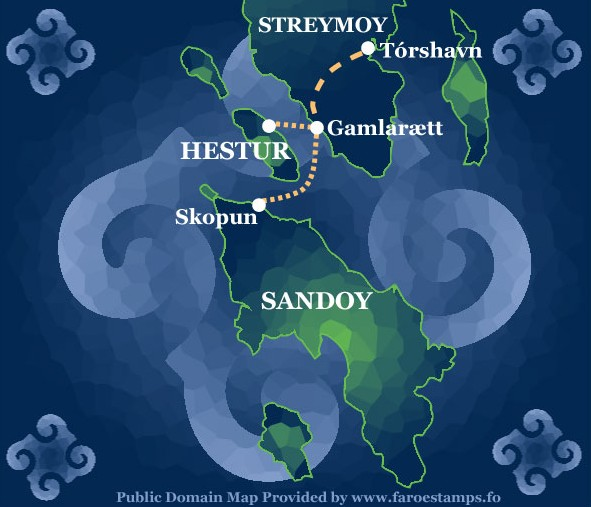
Fährlinien 60 Skopun–Gamlarætt (eingestellt) und 61 Gamlarætt–Hestur
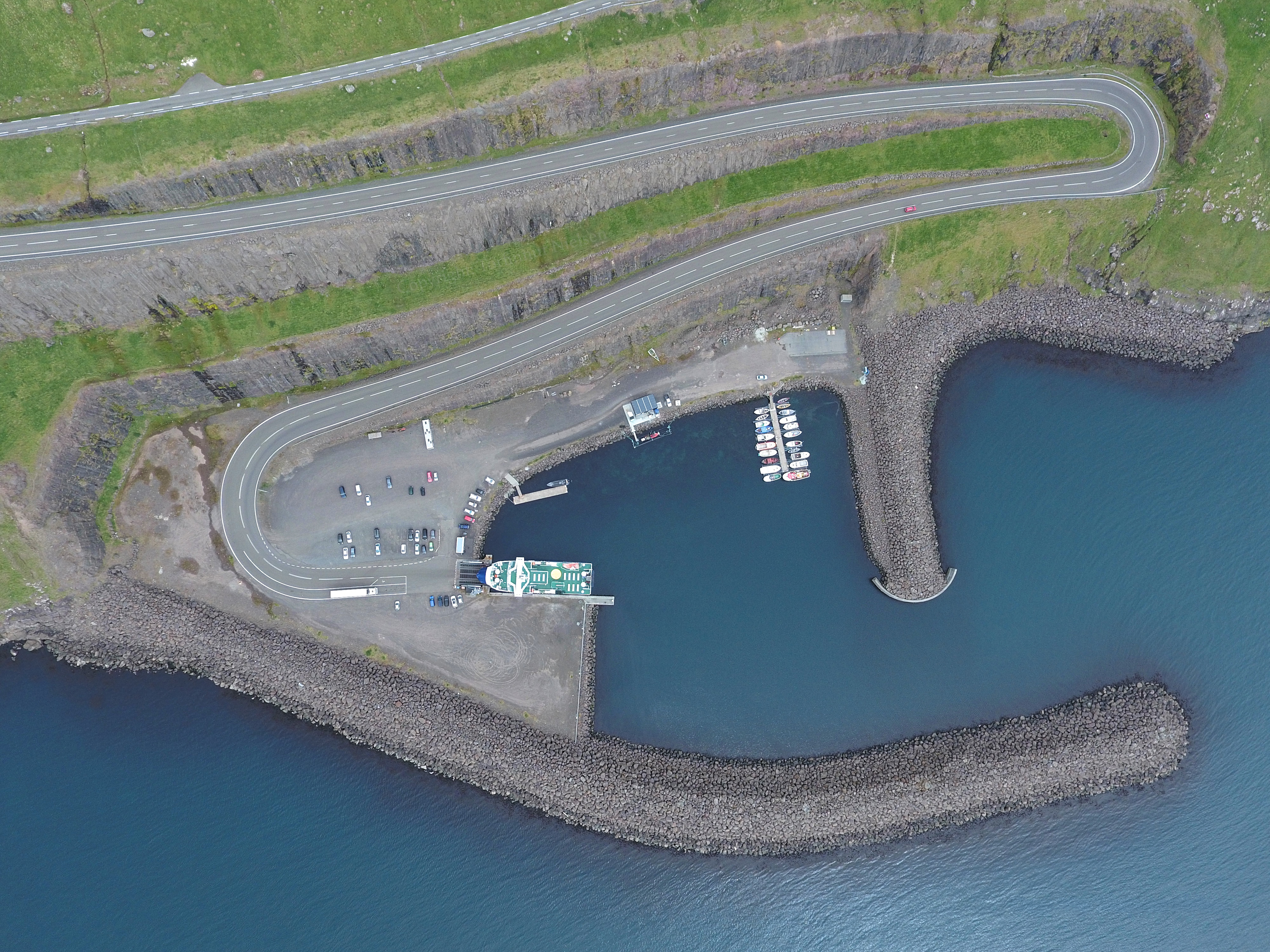
Hafen Gamlarætt
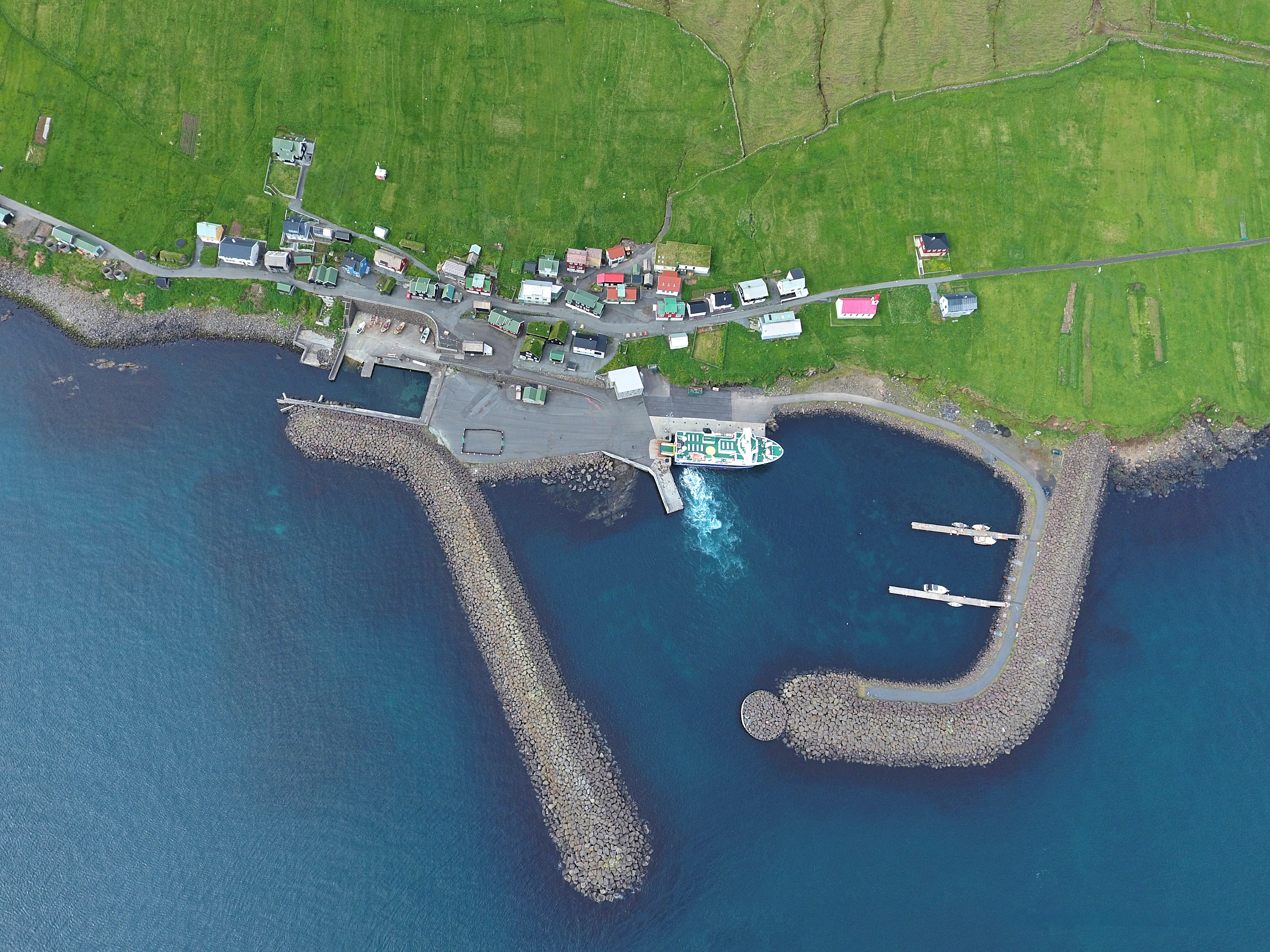
Hafen Hestur
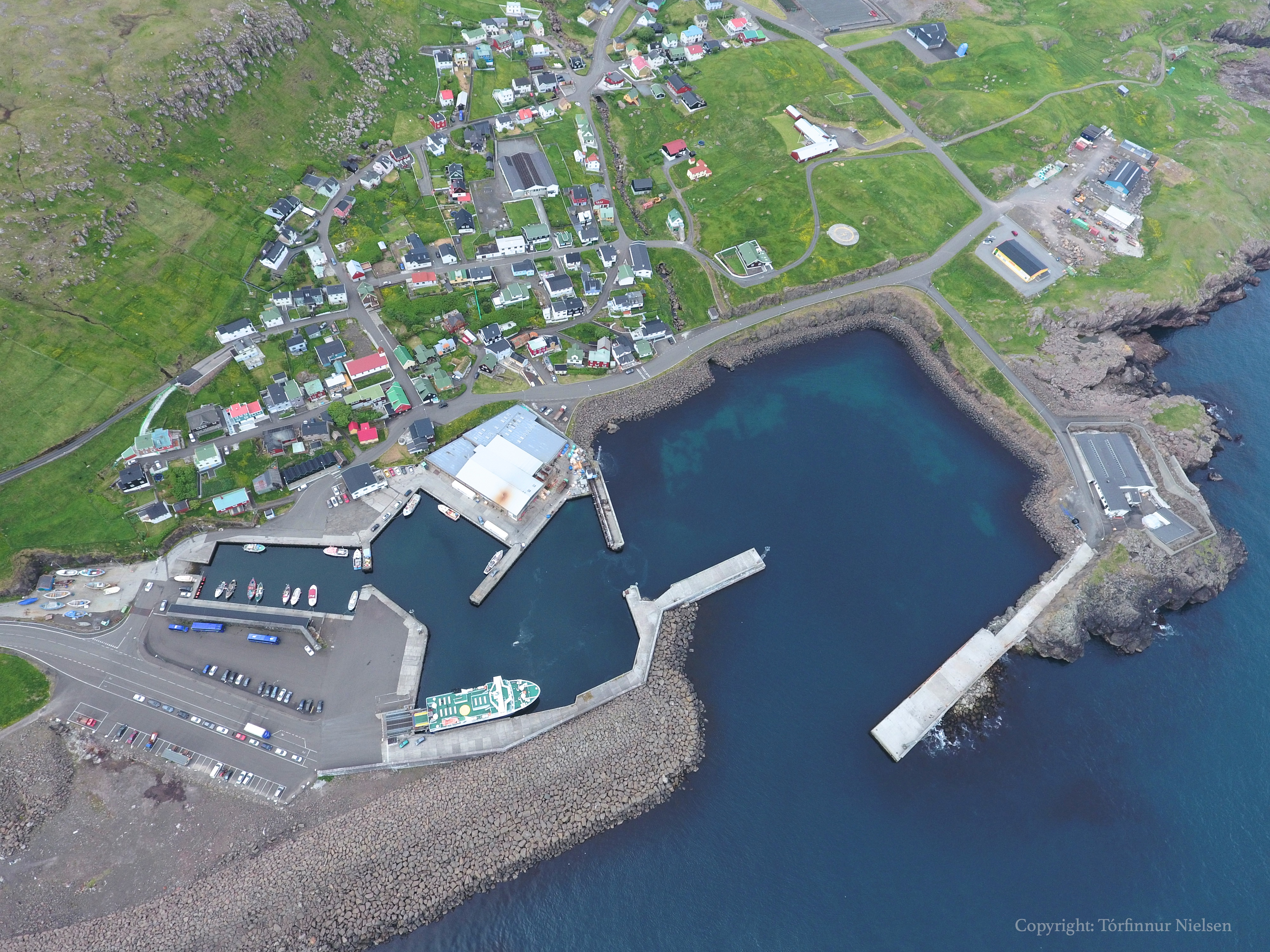
Hafen Skopun (bis Dezember 2023)

## Technische Daten
Das Schiff wird dieselelektrisch durch zwei Elektromotoren mit jeweils 800 PS Leistung angetrieben, die auf zwei Propellergondeln wirken. Für die Stromversorgung stehen fünf Generatoren zur Verfügung, die von Volvo-Penta-Dieselmotoren des Typs D15 MB mit jeweils 432 kW Leistung angetrieben werden. Für den Hafenbetrieb verfügt das Schiff über einen von einem Volvo-Penta-Dieselmotor des Typs D7 MG mit 129 kW Leistung angetriebenen Generator. Weiterhin wurde ein Notgenerator verbaut, der von einem Deutz-Dieselmotor angetrieben wird.